# Hakusuisha
Hakusuisha (白水社) est une maison d’édition fondée à Tokyo en 1915. Elle est spécialisée dans les dictionnaires et les livres de langue ainsi que dans les traductions d’ouvrages étrangers.
Chaque année, elle décerne le prix Kunio Kishida afin d'encourager les jeunes dramaturges.

## Ouvrages
- Dictionnaire médical français-japonais (仏和医学辞典?, 1956)